# Avanti ragazzi di Buda
（標題大意：前進，布達的青年們！）是一首意大利的反共歌曲。由皮埃爾·弗朗切斯科·平吉托雷（Pier Francesco Pingitore）作詞，迪米特里·格里巴諾夫斯基（Dimitri Gribanovski）作曲，該歌曲紀念1956年匈牙利革命，並在意大利廣為流傳，在匈牙利也有一定知名度。

## 歷史
Avanti ragazzi di Buda由皮埃爾·弗朗切斯科·平吉托雷於1966年10月創作，以紀念1956年匈牙利革命十周年，根據他本人所言，該歌曲是對「對該事件的制度性沉默」的回應。該歌曲最初由皮諾·卡魯索（Pino Caruso）演唱。這首歌在新成立的il Bagaglino劇團中立即獲得巨大成功，並隨後在罗马各大大學間傳播開來。
這首歌的首次錄音可以追溯到1984年，由的里雅斯特青年阵线錄製。

## 成功與傳播
Avanti ragazzi di Buda在匈牙利也為一些極端主義運動而廣為人知。2019年9月，匈牙利總理奧班·維克多參加意大利兄弟党的示威活動時，將這首歌形容為「有史以來最美的1956年革命歌曲」。
這首歌也常被拉齊奧足球队的狂熱球迷作為球迷歌曲歌唱。而佛罗伦萨足球俱乐部的球迷則以以下歌詞重新詮釋這首歌：
「當球員們走上球場，我的心跳加速，因為他們身穿十一件紫色球衣，這是世上最美的顏色。新的戰鬥開始了，小夥子們毫不留情，我們舉起雙手向著天空，向著看台開始高聲歌唱。」
2020年，平吉托雷（Pingitore）因創作此歌而被宣布將獲得匈牙利功績勳章的騎士十字勳章。

## 外部連結
- YouTube上的"Avanti ragazzi di Buda"